# Christian Järdler
Christian Järdler (* 3. Juni 1982) ist ein ehemaliger schwedischer Fußballspieler und heutiger -trainer. Der Abwehrspieler, der mehrfach in der schwedischen U-21-Auswahl zum Einsatz kam, bestritt 2004 ein inoffizielles Länderspiel für die schwedische Nationalmannschaft. Seit dem Ende seiner aktiven Laufbahn ist er als Trainer im schwedischen Profifußball tätig.

## Werdegang

### Spieler
Järdler begann mit dem Fußballspielen bei Ängelholms FF. 2000 wechselte er in die Jugend von Helsingborgs IF. In der Spielzeit 2001 rückte der Außenverteidiger in den Profikader auf, kam aber zunächst nicht zum Einsatz. In der folgenden Spielzeit debütierte er für den Klub in der Allsvenskan. Dort konnte er sich einen Stammplatz erkämpfen und stand in 19 der 26 Saisonspiele in der Startelf. Durch konstante Leistungen spielte er sich im Sommer 2003 in die schwedische U-21-Nationalmannschaft. Am 20. August debütierte er beim 2:0-Erfolg über die griechische U-21-Landesauswahl, als er in der 60. Spielminute Mikael Antonsson ersetzte. Allerdings konnte er sich hier nicht in der Stammformation halten und musste vor allem Fredrik Stenman, Mikael Antonsson, Per Nilsson den Vortritt lassen. Dennoch wurde er im folgenden Frühjahr in die A-Nationalmannschaft berufen. Im Rahmen des Carlsberg Cup kam er im Spiel um den dritten Platz gegen eine Hongkonger Ligaelf zum Einsatz. Der 3:0-Erfolg war jedoch ein inoffizielles Länderspiel. Im Sommer nahm der Abwehrspieler mit der schwedischen U21-Nationalauswahl an der U-21-Europameisterschaft teil, die als Vierter beendet wurde.
Nachdem Järdler in der Spielzeit 2004 mit fünf Saisontreffern auch als Torschütze zu glänzen wusste, verließ er im Sommer 2005 Schweden und wechselte in die Türkei zu Gençlerbirliği Ankara. Dort kam er jedoch aufgrund seiner Spielweise nicht zurecht und kritisierte, dass seine Stärke – sich als Außenverteidiger in die Offensive einschalten zu können – dort nicht gefragt war. Nach einem halben Jahr kehrte er daher nach Nordeuropa zurück und unterschrieb im Januar 2006 einen Vier-Jahres-Vertrag bei Malmö FF.
Der Start bei seinem neuen Arbeitgeber misslang, als er sich im April des Jahres bei einem Zusammenprall mit seinem Mannschaftskameraden Raoul Kouakou eine Gesichtsfraktur zuzog und längerfristig pausieren musste. Daher kam er in seiner Debütsaison lediglich zu 13 Saisoneinsätzen. Auch in den folgenden beiden Jahren konnte er sich nicht endgültig durchsetzen. Nachdem der Klub Anfang Januar 2009 mit Ricardinho einen neuen Außenverteidiger verpflichtete, beschloss Järdler, den Klub zu verlassen und unterschrieb einen Vertrag bei Halmstads BK. Bei seinem neuen Verein etablierte er sich als Stammspieler und schaffte an der Seite von Tim Sparv, Tomas Žvirgždauskas und Mikael Rosén mit der Mannschaft auf dem letzten Nichtabstiegsplatz den Klassenerhalt. Auch bei seinem neuen Arbeitgeber litt er jedoch unter den Folgen des Trainingunfalls bei Malmö FF, schmerzbedingt musste er zeitweise pausieren. Folglich stand im Januar 2011 ein Karriereende im Raum. In der anschließenden Spielzeit 2011 bestritt er 17 der 30 Saisonspiele, der Klub stieg als Tabellenletzter in die zweitklassige Superettan ab.
Unter Trainer Jens Gustafsson, der den Klub im Laufe der Abstiegssaison übernommen hatte, war Järdler Stammspieler in der zweiten Liga. Mit 26 Saisoneinsätzen war der Verteidiger einer der Garanten, dass die Mannschaft um Johnny Lundberg, Ryan Miller, Guðjón Baldvinsson und Karl-Johan Johnsson am Ende der Zweitliga-Spielzeit 2012 auf dem Relegationsplatz landete und sich in den Relegationsspielen gegen GIF Sundsvall durchsetzte. Im Dezember des Jahres verlängerte der Routinier seinen Vertrag bei HBK. Nachdem im Sommer 2013 erneut gesundheitliche Probleme aufgetreten waren, beendete er im September 2013 mit sofortiger Wirkung seine aktive Karriere.

### Trainer
Nach seinem Karriereende als Spieler kehrte Järdler zu seinem Heimatklub Ängelholms FF zurück, wo er zunächst in der Jugendarbeit tätig war und ab Juli 2015 Cheftrainer der in der Superettan antretenden Wettkampfmannschaft als Nachfolger des entlassenen Joakim Persson wurde. Bis zum Ende der Sueperettan-Spielzeit 2015 führte er die Mannschaft auf einen Nicht-Abstiegsplatz. Aufgrund finanzieller Probleme schaffte es der Klub nicht, eine schlagkräftige Mannschaft für die folgende Spielzeit zusammenzustellen. Nachdem der Abstieg in die drittklassige Division 1 als Tabellenletzter feststand, verabschiedete sich Järdler im November vom Klub. Kurze Zeit später verkündete der IFK Värnamo Anfang Dezember eine Einigung mit ihm über einen Vertrag bis Ende 2018 mit Option auf Verlängerung um eine Spielzeit. Den Klub führte er in der Zweitliga-Spielzeit 2017 auf den sechsten Tabellenplatz. Bereits während der laufenden Spielzeit wurde er vom Ligakonkurrenten Östers IF kontaktiert, was zu einigen Irritationen führte, und letztlich wechselte er trotz des Erfolges nach der Spielzeit zum Klub aus Växjö. Nach einem achten Platz im ersten Dienstjahr rutschte er in der Spielzeit 2019 mit der Mannschaft in den Abstiegskampf. Im Juli 2019 ersetzte der Klub ihn daher durch Denis Velic.
Im Dezember 2019 verpflichtete Erstligaaufsteiger Mjällby AIF Järdler als weiteren Assistenztrainer zur Unterstützung von Cheftrainer Marcus Lantz neben Juan Robledo. Als Tabellenfünfter überraschte der Aufsteiger in der Allsvenskanspielzeit 2020 und verpasste einen Europapokalplatz nur um zwei Punkte. Nachdem sich Lantz trotz des Erfolges vom Klub verabschiedet hatte, rückte Järdler zum Nachfolger auf. Er konnte den Erfolg jedoch nicht fortsetzen und lag Mitte der folgenden Spielzeit mit der Mannschaft auf einem Abstiegsplatz, als er von der Klubleitung im August von seinen Aufgaben entbunden wurde. Kurz nach Beginn der Zweitliga-Saison 2022 schloss er sich dem Erstligaabsteiger Örebro SK als Trainerassistent vom bisherigen Sportdirektor Axel Kjäll an, der nach einem Spieltag das Traineramt des freigestellten Joel Cedergren übernommen hatte. Im August 2022 übernahm Järdler die Verantwortung als hauptamtlicher Trainer von Kjäll, der sich wieder organisatorischen und planerischen Aufgaben widmen sollte. Am Ende der Spielzeit erreichte er mit der Mannschaft mit 37 Punkten als Tabellenzehnter den Klassenerhalt.